# Bausch & Lomb Championships 1995
Bausch & Lomb Championships 1995 — жіночий тенісний турнір, що проходив на відкритих кортах з ґрунтовим покриттям на острові Амелія (США). Належав до турнірів 2-ї категорії в рамках Туру WTA 1995. Відбувсь ушістнадцяте і тривав з 3 до 9 квітня 1995 року. Перша сіяна Кончіта Мартінес здобула титул в одиночному розряді.

## Фінальна частина

### Одиночний розряд
Кончіта Мартінес —  Габріела Сабатіні 6–1, 6–4
- Для Мартінес це був 2-й титул за сезон і 26-й — за кар'єру.

### Парний розряд
Аманда Кетцер /  Інес Горрочатегі —  Ніколь Арендт /  Манон Боллеграф 6–2, 3–6, 6–2
- Для Кетцер це був 1-й титул за рік і 7-й — за кар'єру. Для Горрочатегі це був 1-й титул за рік і 5-й — за кар'єру.